# Barry Sonnenfeld
Barry Sonnenfeld, född 1 april 1953 i New York i New York, är en amerikansk filmfotograf, filmproducent och regissör.  
Barry Sonnenfeld har bland annat varit chef över Joel och Ethan Coens kamerateam. Han gör ibland statist- eller röstroller i filmerna.

## Filmografi
- 1984 – Blood Simple (fotografi)
- 1985 – Compromising Positions (fotografi)
- 1987 – Arizona junior (fotografi)
- 1987 – Three O'clock High (fotografi)
- 1987 – Släng morsan av tåget (fotografi)
- 1988 – Big (fotografi)
- 1989 – När Harry träffade Sally (fotografi)
- 1990 – Miller's Crossing (fotografi)
- 1990 – Lida (fotografi)
- 1991 – Familjen Addams (regi)
- 1993 – Kär i karriären (regi)
- 1993 – Den heliga familjen Addams (regi)
- 1995 – Get Shorty (regi och produktion)
- 1997 – Men in Black (regi)
- 1998 – Out of Sight (produktion)
- 1999 – Wild Wild West (regi och produktion)
- 2000 – The crew - Griniga gamla gangsters (produktion)
- 2002 – Big Trouble (regi och produktion)
- 2002 – Men in Black II (regi)
- 2004 – The Ladykillers (produktion)
- 2004 – Lemony Snickets berättelse om syskonen Baudelaires olycksaliga liv (produktion)
- 2006 – Familj på väg (regi)
- 2007 – Förtrollad (produktion)
- 2007–2008 – Notes from the Underbelly (TV-serie) (regi,, sex avsnitt)
- 2012 – Men in Black 3 (regi)